# Антофобія
Антофо́бія (від дав.-гр. Anthos «квітка» і phobos «страх») — це стійкий ірраціональний страх перед квітами. Люди, які страждають цим типом фобії, як правило, відчувають страх не перед усіма квітами, а перед окремими їх видами, в основному це великі рослини в горщиках .